# Jaltarang

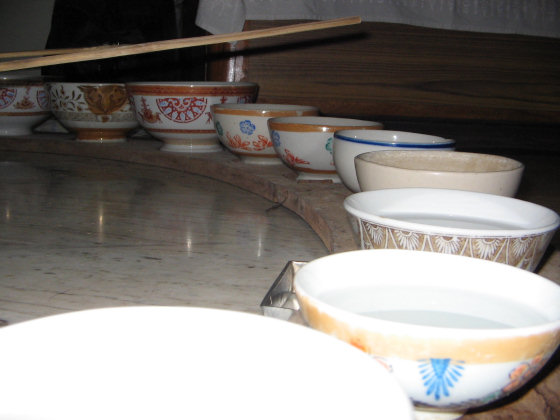
Jaltarang

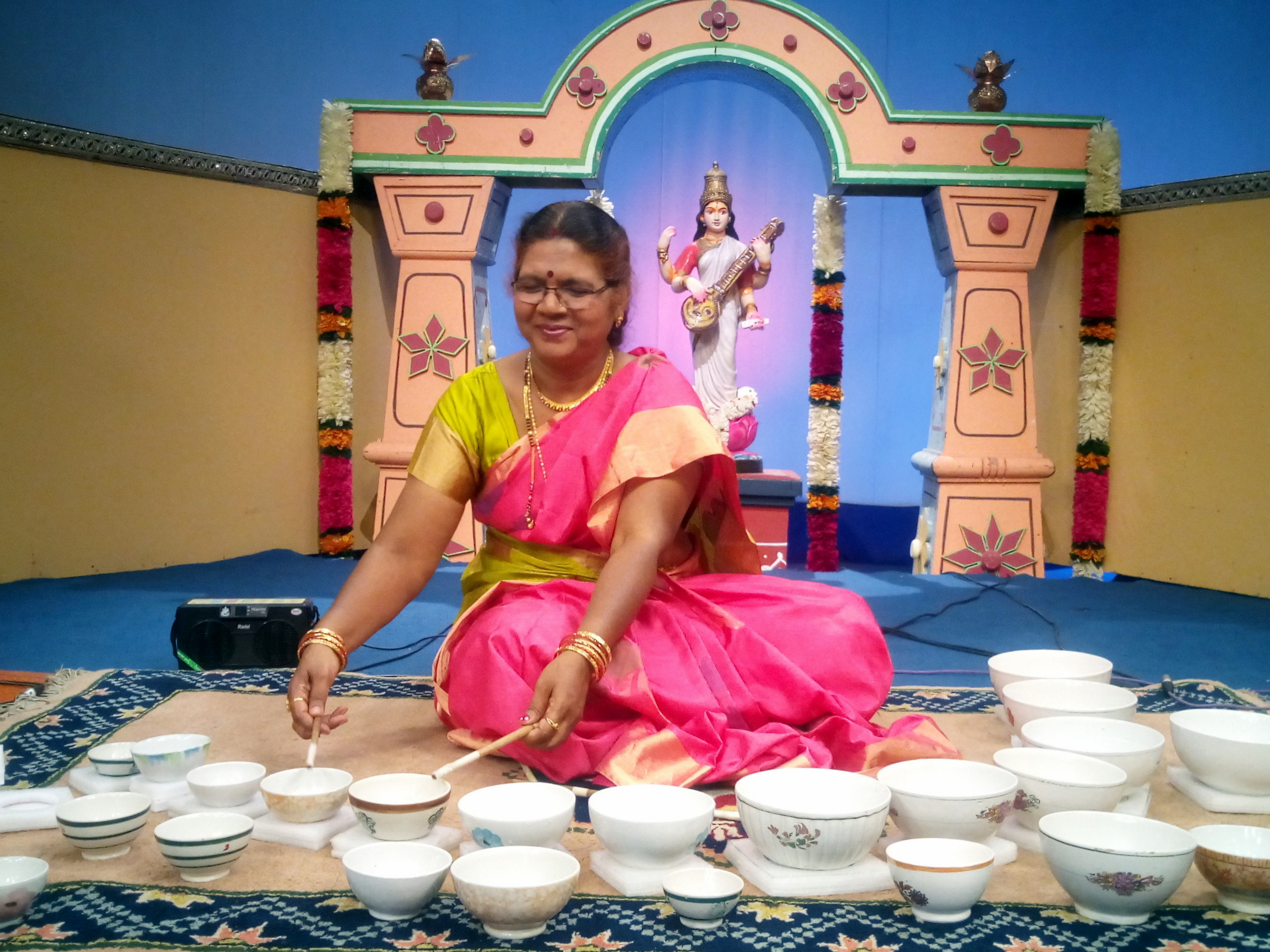
Die Musikerin Shashikala Dani (* 1959) spielt jaltarang im indischen staatlichen Fernsehen Doordarshan, 2017

Jaltarang, auch jal tarang, jaltarangam (aus Sanskrit jal, „Wasser“ und tarang „Welle“ oder „Abfolge von Tönen“) ist ein Idiophon, das in der indischen Musik als Melodieinstrument gespielt wird. Es besteht aus 15 bis 22 mit Wasser gefüllten Porzellanschüsseln, die im Halbkreis aufgestellt und mit leichten Stöckchen angeschlagen werden. Durch die Wassermenge und die Größe der Schüsseln können die Töne gestimmt werden. 

## Herkunft und Verbreitung
Das jaltarang wird möglicherweise in der altindischen Sanskrit-Literatur als udaka vadyam („Wasser-Instrument“) erwähnt, es kommt unter anderem im Kamasutra vor. Alexander der Große soll aus Indien Musiker, darunter auch jaltarang-Spieler zurückgebracht haben. Zuverlässige Angaben zur Herkunft gibt es nicht. Ein vergleichbares Musikinstrument aus Metall ist in einem griechischen Manuskript aus dem 4. Jahrhundert abgebildet und kommt in einem byzantinischen Text aus dem 9. Jahrhundert vor. Chinesische Quellen aus der Tang-Dynastie (617–907) berichten von einem Set aus zwölf mit Wasser gefüllten Porzellanschalen. Ein dem jaltarang ähnliches Musikinstrument ist auch aus Malaysia und Sri Lanka bekannt.
In Indien wird das jaltarang erstmals im 17. Jahrhundert vom südindischen Musiker Ahobal in seinem Werk über altindische Musik, Sangit parijat, aufgeführt. Charles Russel Day (1891) beschreibt die Porzellanschüsseln unter dem südindischen Namen jalatharangini im Zusammenhang mit dem damals ebenfalls seltenen Metallophon septaghantika (oder septasvarab) aus gestimmten Metallplatten oder Glöckchen, die mit einem kleinen fellbezogenen Hammer angeschlagen wurden.
Ein Bild des flämischen Malers François Balthazar Solvyns, der sich von 1791 bis 1803 in Kolkata aufhielt, zeigt einen Musiker mit zwei dünnen Stäben vor einer geraden Reihe von sieben Schüsseln sitzend. Für die jultrung genannten Schüsseln bevorzugten die Musiker chinesisches Porzellan. Laut Solvyns kam das jaltarang hauptsächlich im nördlichen Indien vor, war aber in Bengalen selten.

## Spielweise
Vor Einführung des Porzellans (nach dem 10. Jahrhundert) wurden Metallbecher verwendet. Heute wird das Instrument in der nord- und südindischen Musik gespielt. Begleitende Instrumente in Südindien sind eine Violine und die zweifellige Trommel mridangam. Ein bekannter Jaltarang-Spieler der nordindischen klassischen Musik ist Milind Tulankar, ein südindischer Spieler ist Anayampatti S. Ganesan.
Ein ähnlich im Halbkreis aufgestelltes Schlaginstrument ist das tabla tarang, das zu den Membranophonen gehört. Wesentlich seltener als das jaltarang sind das für die indische Musik untypische Xylophon kashta-tarang und das Klangplattenspiel loh tarang mit runden Metallscheiben.